# 梁家傑

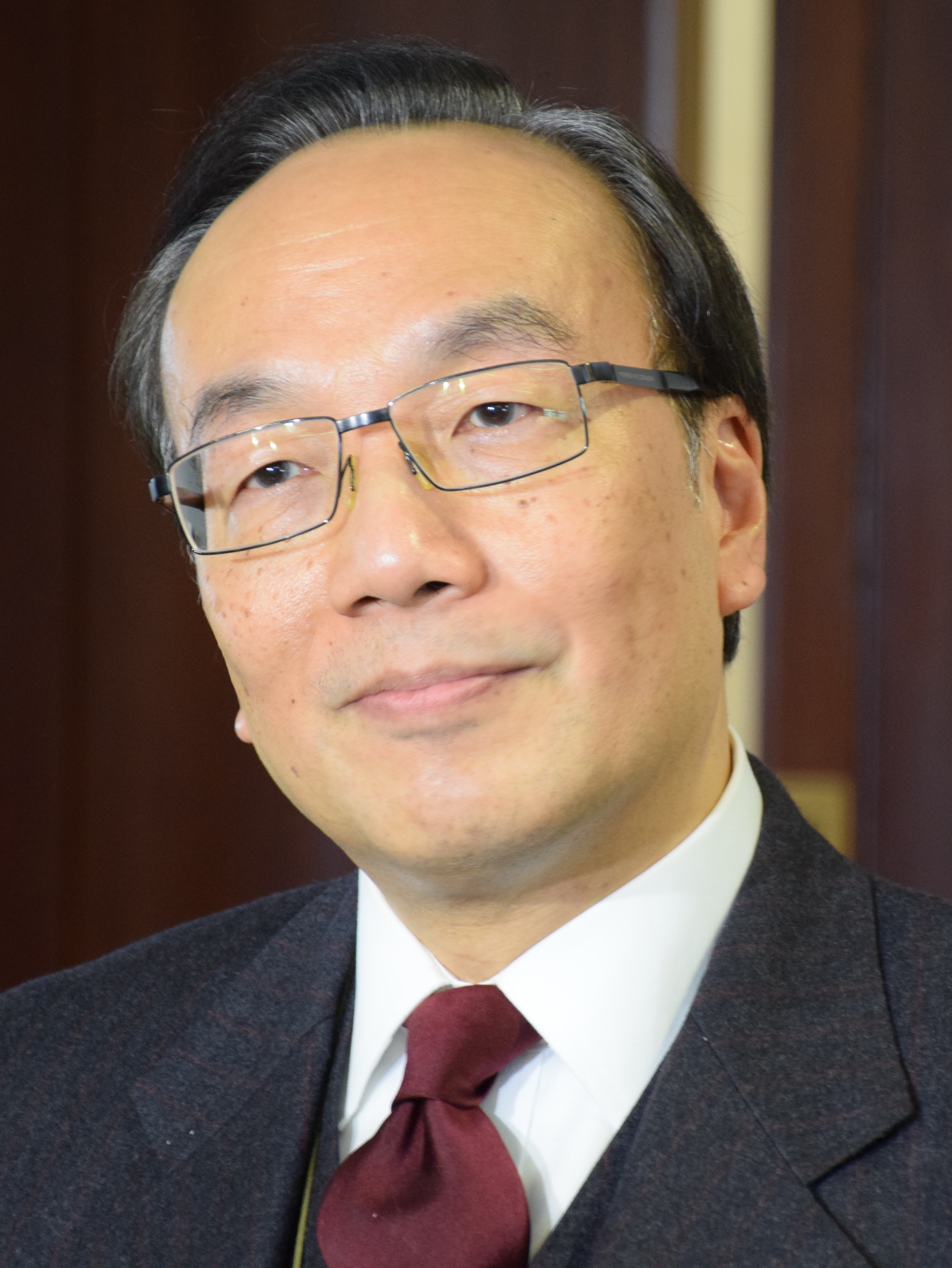
梁家傑

梁家傑（アラン・リョン、1958年2月22日 - ）は、香港の立法会議員、法廷弁護士。
1982年に香港大学を卒業し、法学学士となる。1984年にケンブリッジ大学より法学修士号を取得。1983年より香港で法廷弁護士（大律師）として開業し、1998年に上級弁護士（資深大律師）に昇格した。その後、香港法廷弁護士会（「香港大律師公會」）会長、中央政策組（香港政府のシンクタンク）非常勤顧問、独立警察苦情委員会副主席などを務めた。
2003年、香港基本法23条に基づく治安条例の制定に反対し、民主派寄りの立場を鮮明にする。2004年10月より立法会議員を務める。2006年3月には公民党の創設メンバーとなった。
2006年、公民党より行政長官候補として推薦された。2006年12月10日の選挙委員会選挙で、正式な立候補に必要な推薦者数100名を超える134名の民主派委員候補が当選した。2007年2月14日、推選名簿が提出され、4名の民主派委員が脱落する一方で(梁家傑、街工の立法会議員梁耀忠、戴啓思、潘徳輝)、民主派ではなかった2名の委員が加わり(屠凌珠、張楚勇)、差し引き132名が彼を推薦した。